# Manchester by the Sea (película)
Manchester by the Sea (conocida en Hispanoamérica como Manchester junto al mar y en España como Manchester frente al mar) es una película dramática estadounidense de 2016, dirigida y escrita por Kenneth Lonergan y protagonizada por Casey Affleck, Michelle Williams y Kyle Chandler. El rodaje de la película comenzó el 23 de marzo de 2015, en Manchester, un pueblo del Nordeste de Estados Unidos.

## Sinopsis
Lee Chandler (Casey Affleck) trabaja como conserje y vive una vida solitaria en un sótano en la ciudad de Quincy, en Massachusetts. Este recibe la noticia de que su hermano Joe (Kyle Chandler), un pescador, sufrió un paro cardíaco y muere antes de que Lee pueda llegar al hospital en Manchester. Lee insiste en ser quien le diga al hijo adolescente de Joe, Patrick (Lucas Hedges), sobre la muerte de su padre. Mientras hacen los arreglos para el funeral, les informan que el cuerpo de Joe no puede ser enterrado hasta la primavera, cuando el suelo se descongela. Lee opta por permanecer en Manchester hasta el entierro.
Lee conoce al abogado de Joe y se sorprende al descubrir que su hermano lo nombró tutor legal de Patrick. Un flashback revela que Lee vivió una vez en Manchester con su exesposa, Randi (Michelle Williams) y sus tres hijos pequeños. Su negligencia mientras estaba intoxicado condujo al incendio de su casa, donde murieron sus hijos. No se presentaron cargos penales en su contra, pero tras ser interrogado en la comisaría, Lee tomó la pistola de un oficial e intentó suicidarse. Él y su esposa se divorciaron y Lee abandonó la ciudad. A la luz de estos eventos, Lee es reacio a comprometerse con la tutela de su sobrino y no está dispuesto a regresar a Manchester, donde los lugareños lo tratan como un marginado por la pérdida de su familia. Comienza a planear que Patrick se mude a Boston con él, pero Patrick está arraigado y se opone. Lee se compromete a quedarse solo hasta el final del año escolar. Con el tiempo, Patrick y Lee restablecen su vínculo, a pesar de los conflictos por el barco de Joe, las novias de Patrick y sus futuros arreglos de vivienda. 
A través de flashbacks, se muestra que la madre de Patrick, Elise, tuvo problemas de abuso de sustancias y abandonó a la familia, por lo que Lee se opone a que Patrick se vuelva a conectar con ella. Patrick envía un correo electrónico a Elise informando sobre la muerte de Joe, y ella lo invita a almorzar. Ella se ha comprometido con el cristianismo y la sobriedad con su prometido, Jeffrey (Matthew Broderick), pero durante una comida incómoda con ellos, Patrick se ve incapaz de establecer vínculos con ella. Se inquieta aún más cuando Jeffrey le envía un correo en el que insiste en mediar en cualquier comunicación futura entre Patrick y su madre. Los comentarios positivos de Lee sobre la sobriedad de Elise hacen creer a Patrick que su tío intenta deshacerse de él, lo que Lee niega. En respuesta a esta tensión en su relación, Lee toma medidas para extender su estadía en Manchester y comienza a buscar formas de pasar más tiempo con Patrick.
Lee se encuentra con su exesposa Randi y su recién nacido, Dylan. Randi, sollozando, expresa remordimiento por su trato hacia Lee durante su divorcio y lo invita a almorzar. Lee cree no merecer las disculpas y cuando Randi le pide volver a conectarse, Lee se va antes de emocionarse. En un bar, un borracho Lee comienza una pelea con extraños y termina inconsciente. Se despierta en la sala de estar del amigo de la familia, George (C.J. Wilson) y se pone a llorar. En casa, Patrick muestra consideración con su tío, después de ver su mal estado y las fotos de los niños fallecidos en la habitación de Lee. 
Lee hace arreglos para que George y su esposa adopten a Patrick, y así el adolescente pueda permanecer en Mánchester mientras Lee toma un trabajo en Boston. Cuando Patrick le pregunta a Lee por qué quedarse no es una opción, Lee admite que "no puede superarlo". Durante una caminata después del funeral de Joe, Lee le dice a Patrick que está buscando una residencia en Boston con una habitación extra para que Patrick pueda visitar cuando quiera. En la escena final, Lee y Patrick van a pescar en el barco restaurado de Joe, que Patrick ha heredado.

## Reparto
- Casey Affleck como Lee Chandler.[2]
- Michelle Williams como Randi.[3]
- Kyle Chandler como Joe Chandler.[4]
- Lucas Hedges como Patrick Chandler.[5]
- C.J. Wilson como George.
- Heather Burns como Jill.
- Tate Donovan como el entrenador de hockey.
- Anna Baryshnikov como Sandy.
- Josh Hamilton como Wes.
- Gretchen Mol como Elise Chandler[6]
- Matthew Broderick como Jeffrey Garner.
- Kara Hayward como Silvie McGann.
- Tom Kemp como Stan Chandler.
- Erica McDermott como Sue[7]
- Stephen Henderson como Sr. Emery

## Producción
El 6 de septiembre de 2014, se anunció que Matt Damon volvería a trabajar con el director Kenneth Lonergan para la película de Manchester by the Sea, con guion de Lonergan. Gigi Pritzker estaba en conversaciones finales para producir y financiar la película a través de Odd Lot Entertainment. Damon y Lonergan anteriormente trabajaron juntos en la película de 2011 Margaret.
La preproducción comenzó el 8 de septiembre de 2014. A principios de diciembre de 2014, durante el rodaje de The Finest Hours, Casey Affleck reveló a The Boston Globe que Damon no sería protagonista en la película y que interpretaría su papel. Affleck reemplazó a Damon, el 5 de enero de 2015. Michelle Williams fue incluida en el reparto, el 9 de enero de 2015, para interpretar a la esposa del personaje de Affleck.
En marzo del 2015 se informó de que Sierra/Affinity se habían unido para financiar la película, mientras que Kimberly Stewart podría producir y financiar a través de su K Period Media, Kevin J. Walsh a través de B Story, Chris Moore a través de CMP, y Damon través de su compañía Pearl Street Films. Pritzker ya no se adjuntó a producir. Kyle Chandler firmó contrato para protagonizar la película el 24 de febrero de 2015, que interpreta al personaje del hermano mayor de Affleck.

### Rodaje
La película se estableció previamente en Nueva Inglaterra. El rodaje comenzó el 23 de marzo de 2015, en la localidad del mismo nombre de Manchester-by-the-Sea, Massachusetts. En el segundo día, el rodaje se llevó a cabo en la costa norte en los lugares de Beverly, Gloucester y Salem.

## Estreno
La película se estrenó en la sección World Premier del Festival de Cine de Sundance de 2016. Posteriormente fue adquirida por Amazon por $10 millones.

## Recepción crítica
La película ha recibido elogios de la crítica. Basado en 285 comentarios, Manchester by the Sea tiene una puntuación en Rotten Tomatoes del 95%, con una media de 8.9/10. En Metacritic tiene una puntuación de 96/100, sobre la base de 52 comentarios, lo que indica aclamación universal.

## Premios y nominaciones
| Premio                                   | Categoría                                            | Receptores                                                              | Resultado | Ref.          |
| ---------------------------------------- | ---------------------------------------------------- | ----------------------------------------------------------------------- | --------- | ------------- |
| Premios Óscar                            | Mejor película                                       | Lauren Beck, Matt Damon, Kimberly Steward, Chris Moore y Kevin J. Walsh | Nominada  | [ 13 ]        |
| Premios Óscar                            | Mejor director                                       | Kenneth Lonergan                                                        | Nominado  | [ 13 ]        |
| Premios Óscar                            | Mejor actor                                          | Casey Affleck                                                           | Ganador   | [ 13 ]        |
| Premios Óscar                            | Mejor actor de reparto                               | Lucas Hedges                                                            | Nominado  | [ 13 ]        |
| Premios Óscar                            | Mejor actriz de reparto                              | Michelle Williams                                                       | Nominada  | [ 13 ]        |
| Premios Óscar                            | Mejor guion original                                 | Kenneth Lonergan                                                        | Ganador   | [ 13 ]        |
| Premios Globo de Oro de 2016             | Mejor película dramática                             | Lauren Beck, Matt Damon, Chris Moore, Kimberly Steward y Kevin J. Walsh | Nominado  | [ 14 ]        |
| Premios Globo de Oro de 2016             | Mejor director                                       | Kenneth Lonergan                                                        | Nominado  | [ 14 ]        |
| Premios Globo de Oro de 2016             | Mejor actor - Drama                                  | Casey Affleck                                                           | Ganador   | [ 14 ]        |
| Premios Globo de Oro de 2016             | Mejor actriz de reparto                              | Michelle Williams                                                       | Nominada  | [ 14 ]        |
| Premios Globo de Oro de 2016             | Mejor guion                                          | Kenneth Lonergan                                                        | Nominado  | [ 14 ]        |
| National Board of Review                 | Mejor película                                       | Lauren Beck, Matt Damon, Chris Moore, Kimberly Steward y Kevin J. Walsh | Ganadora  | [ 15 ]        |
| National Board of Review                 | Mejor actor                                          | Casey Affleck                                                           | Ganador   | [ 15 ]        |
| National Board of Review                 | Mejor actor revelación                               | Lucas Hedges                                                            | Ganador   | [ 15 ]        |
| National Board of Review                 | Mejor guion original                                 | Kenneth Lonergan                                                        | Ganador   | [ 15 ]        |
| Premios Gotham                           | Mejor película                                       | Mejor película                                                          | Nominada  | [ 16 ]        |
| Premios Gotham                           | Mejor actor                                          | Casey Affleck                                                           | Ganador   | [ 16 ]        |
| Premios Gotham                           | Mejor guion                                          | Kenneth Lonergan                                                        | Nominado  | [ 16 ]        |
| Premios Gotham                           | Mejor actuación revelación                           | Lucas Hedges                                                            | Nominado  | [ 16 ]        |
| Premios Gotham                           | Premio del Público                                   | Premio del Público                                                      | Nominada  | [ 16 ]        |
| Hollywood Film Awards                    | Guionista del año                                    | Kenneth Lonergan                                                        | Ganador   | [ 17 ]        |
| Premios de la Crítica Cinematográfica    | Mejor película                                       | Lauren Beck, Matt Damon, Chris Moore, Kimberly Steward y Kevin J. Walsh | Nominada  | [ 18 ] [ 19 ] |
| Premios de la Crítica Cinematográfica    | Mejor director                                       | Kenneth Lonergan                                                        | Nominado  | [ 18 ] [ 19 ] |
| Premios de la Crítica Cinematográfica    | Mejor actor                                          | Casey Affleck                                                           | Ganador   | [ 18 ] [ 19 ] |
| Premios de la Crítica Cinematográfica    | Mejor actor de reparto                               | Lucas Hedges                                                            | Nominado  | [ 18 ] [ 19 ] |
| Premios de la Crítica Cinematográfica    | Mejor actriz de reparto                              | Michelle Williams                                                       | Nominada  | [ 18 ] [ 19 ] |
| Premios de la Crítica Cinematográfica    | Mejor intérprete joven                               | Lucas Hedges                                                            | Ganadora  | [ 18 ] [ 19 ] |
| Premios de la Crítica Cinematográfica    | Mejor reparto                                        | Mejor reparto                                                           | Nominados | [ 18 ] [ 19 ] |
| Premios de la Crítica Cinematográfica    | Mejor guion original                                 | Kenneth Lonergan                                                        | Ganador   | [ 18 ] [ 19 ] |
| Independent Spirit Award                 | Mejor película                                       | Lauren Beck, Matt Damon, Chris Moore, Kimberly Steward y Kevin J. Walsh | Nominada  | [ 20 ]        |
| Independent Spirit Award                 | Mejor actor                                          | Casey Affleck                                                           | Ganador   | [ 20 ]        |
| Independent Spirit Award                 | Mejor actor de reparto                               | Lucas Hedges                                                            | Nominado  | [ 20 ]        |
| Independent Spirit Award                 | Mejor guion                                          | Kenneth Lonergan                                                        | Nominado  | [ 20 ]        |
| Independent Spirit Award                 | Mejor montaje                                        | Jennifer Lame                                                           | Nominada  | [ 20 ]        |
| Premios Satellite                        | Mejor película                                       | Lauren Beck, Matt Damon, Chris Moore, Kimberly Steward y Kevin J. Walsh | Ganadora  | [ 18 ]        |
| Premios Satellite                        | Mejor director                                       | Kenneth Lonergan                                                        | Ganador   | [ 18 ]        |
| Premios Satellite                        | Mejor actor                                          | Casey Affleck                                                           | Nominado  | [ 18 ]        |
| Premios Satellite                        | Mejor actor de reparto                               | Lucas Hedges                                                            | Nominado  | [ 18 ]        |
| Premios Satellite                        | Mejor actriz de reparto                              | Michelle Williams                                                       | Nominada  | [ 18 ]        |
| Premios Satellite                        | Mejor guion original                                 | Kenneth Lonergan                                                        | Nominado  | [ 18 ]        |
| Premios Satellite                        | Mejor música                                         | Lesley Barber                                                           | Nominada  | [ 18 ]        |
| Atlanta Film Critics Society (AFCS)      | Mejor actor                                          | Casey Affleck                                                           | Ganador   | [ 21 ]        |
| Atlanta Film Critics Society (AFCS)      | Mejor guion                                          | Kenneth Lonergan                                                        | Ganador   | [ 21 ]        |
| British Independent Film Awards          | Mejor película extranjera                            | Manchester by the sea                                                   | Nominada  | [ 22 ]        |
| Los Ángeles Films Critics Association    | Mejor actor                                          | Casey Affleck                                                           | Runner-up | [ 23 ]        |
| Los Ángeles Films Critics Association    | Mejor actriz de reparto                              | Michelle Williams                                                       | Runner-up | [ 23 ]        |
| Los Ángeles Films Critics Association    | Mejor guion                                          | Kenneth Lonergan                                                        | Runner-up | [ 23 ]        |
| Crítica de Washington D. C.              | Mejor película                                       | Lauren Beck, Matt Damon, Chris Moore, Kimberly Steward y Kevin J. Walsh | Nominada  | [ 24 ]        |
| Crítica de Washington D. C.              | Mejor director                                       | Kenneth Lonergan                                                        | Nominado  | [ 24 ]        |
| Crítica de Washington D. C.              | Mejor actor                                          | Casey Affleck                                                           | Ganador   | [ 24 ]        |
| Crítica de Washington D. C.              | Mejor actor de reparto                               | Lucas Hedges                                                            | Nominado  | [ 24 ]        |
| Crítica de Washington D. C.              | Mejor actriz de reparto                              | Michelle Williams                                                       | Nominado  | [ 24 ]        |
| Crítica de Washington D. C.              | Mejor actor/actriz joven                             | Lucas Hedges                                                            | Ganador   | [ 24 ]        |
| Crítica de Washington D. C.              | Mejor reparto                                        | Mejor reparto                                                           | Nominados | [ 24 ]        |
| Crítica de Washington D. C.              | Mejor guion original                                 | Kenneth Lonergan                                                        | Nominado  | [ 24 ]        |
| Crítica de Nueva York                    | Mejor actor                                          | Casey Affleck                                                           | Ganador   | [ 25 ]        |
| Crítica de Nueva York                    | Mejor actriz de reparto                              | Michelle Williams                                                       | Ganadora  | [ 25 ]        |
| Crítica de Nueva York                    | Mejor guion                                          | Kenneth Lonergan                                                        | Ganador   | [ 25 ]        |
| Festival Internacional de Cine de Gijón  | Mejor actor                                          | Casey Affleck                                                           | Ganador   | [ 26 ]        |
| Festival Internacional de Cine de Gijón  | Mención especial del Jurado                          | Manchester by the sea                                                   | Ganadora  | [ 26 ]        |
| Crítica de San Francisco                 | Mejor película                                       | Manchester by the sea                                                   | Nominada  | [ 27 ]        |
| Crítica de San Francisco                 | Mejor director                                       | Kenneth Lonergan                                                        | Nominado  | [ 27 ]        |
| Crítica de San Francisco                 | Mejor actor                                          | Casey Affleck                                                           | Nominado  | [ 27 ]        |
| Crítica de San Francisco                 | Mejor actriz de reparto                              | Michelle Williams                                                       | Nominada  | [ 27 ]        |
| Crítica de San Francisco                 | Mejor guion original                                 | Kenneth Lonergan                                                        | Ganador   | [ 27 ]        |
| Crítica de San Francisco                 | Mejor montaje                                        | Jennifer Lame                                                           | Nominada  | [ 27 ]        |
| Crítica en Internet de Boston            | Mejor actor                                          | Casey Affleck                                                           | Ganador   | [ 28 ]        |
| Crítica en Internet de Boston            | Mejor actriz de reparto                              | Michelle Williams                                                       | Ganadora  | [ 28 ]        |
| Crítica en Internet de Boston            | Mejor guion                                          | Kenneth Lonergan                                                        | Ganador   | [ 28 ]        |
| Crítica en Internet de Boston            | Top 10 del año                                       | Manchester by the Sea                                                   | Ganadora  | [ 28 ]        |
| Crítica de San Diego                     | Mejor película                                       | Manchester by the Sea                                                   | Nominada  | [ 29 ]        |
| Crítica de San Diego                     | Mejor director                                       | Kenneth Lonergan                                                        | Nominado  | [ 29 ]        |
| Crítica de San Diego                     | Mejor actor                                          | Casey Affleck                                                           | Ganador   | [ 29 ]        |
| Crítica de San Diego                     | Mejor actriz de reparto                              | Michelle Williams                                                       | Ganadora  | [ 29 ]        |
| Crítica de San Diego                     | Mejor guion original                                 | Kenneth Lonergan                                                        | Nominado  | [ 29 ]        |
| Crítica de San Diego                     | Mejor actor revelación                               | Lucas Hedges                                                            | Runner-up | [ 29 ]        |
| Crítica de St. Louis                     | Mejor película                                       | Manchester by the Sea                                                   | Nominada  | [ 30 ] [ 31 ] |
| Crítica de St. Louis                     | Mejor director                                       | Kenneth Lonergan                                                        | Finalista | [ 30 ] [ 31 ] |
| Crítica de St. Louis                     | Mejor actor                                          | Casey Affleck                                                           | Ganador   | [ 30 ] [ 31 ] |
| Crítica de St. Louis                     | Mejor actriz de reparto                              | Michelle Williams                                                       | Finalista | [ 30 ] [ 31 ] |
| Crítica de St. Louis                     | Mejor guion original                                 | Kenneth Lonergan                                                        | Finalista | [ 30 ] [ 31 ] |
| Crítica de St. Louis                     | Mejor actor de reparto                               | Lucas Hedges                                                            | Finalista | [ 30 ] [ 31 ] |
| Crítica de St. Louis                     | Mejor escena                                         | Encuentro entre Williams y Affleck                                      | Nominada  | [ 30 ] [ 31 ] |
| AFI                                      | Top 10 de películas                                  | Manchester by the sea                                                   | Ganadora  | [ 32 ]        |
| Crítica de Kansas                        | Mejor película                                       | Manchester by the Sea                                                   | Ganadora  | [ 33 ]        |
| Crítica de Kansas                        | Mejor director                                       | Kenneth Lonergan                                                        | Ganador   | [ 33 ]        |
| Crítica de Kansas                        | Mejor actor                                          | Casey Affleck                                                           | Ganador   | [ 33 ]        |
| Women Film Critics Circle                | Mejor actor                                          | Casey Affleck                                                           | Ganador   | [ 34 ]        |
| Alianza de Mujeres Periodistas de Cine   | Mejor película                                       | Manchester by the Sea                                                   | Nominada  | [ 35 ] [ 36 ] |
| Alianza de Mujeres Periodistas de Cine   | Mejor director                                       | Kenneth Lonergan                                                        | Nominado  | [ 35 ] [ 36 ] |
| Alianza de Mujeres Periodistas de Cine   | Mejor actor                                          | Casey Affleck                                                           | Ganador   | [ 35 ] [ 36 ] |
| Alianza de Mujeres Periodistas de Cine   | Mejor actor de reparto                               | Lucas Hedges                                                            | Nominado  | [ 35 ] [ 36 ] |
| Alianza de Mujeres Periodistas de Cine   | Mejor actriz de reparto                              | Michelle Williams                                                       | Nominada  | [ 35 ] [ 36 ] |
| Alianza de Mujeres Periodistas de Cine   | Mejor guion original                                 | Kenneth Lonergan                                                        | Ganador   | [ 35 ] [ 36 ] |
| Alianza de Mujeres Periodistas de Cine   | Mejor reparto                                        | Mejor reparto                                                           | Nominados | [ 35 ] [ 36 ] |
| Alianza de Mujeres Periodistas de Cine   | Mejor montaje                                        | Jennifer Lame                                                           | Nominada  | [ 35 ] [ 36 ] |
| Alianza de Mujeres Periodistas de Cine   | Mejor fotografía                                     | Jody Lee Lipes                                                          | Nominada  | [ 35 ] [ 36 ] |
| Crítica de Florida                       | Mejor película                                       | Manchester by the Sea                                                   | Nominada  | [ 37 ]        |
| Crítica de Florida                       | Mejor director                                       | Kenneth Lonergan                                                        | Nominado  | [ 37 ]        |
| Crítica de Florida                       | Mejor actor                                          | Casey Affleck                                                           | Ganador   | [ 37 ]        |
| Crítica de Florida                       | Mejor revelación                                     | Lucas Hedges                                                            | Nominado  | [ 37 ]        |
| Crítica de Florida                       | Mejor actriz de reparto                              | Michelle Williams                                                       | Ganadora  | [ 37 ]        |
| Crítica de Florida                       | Mejor guion original                                 | Kenneth Lonergan                                                        | Nominado  | [ 37 ]        |
| Crítica de Florida                       | Mejor reparto                                        | Mejor reparto                                                           | Nominados | [ 37 ]        |
| Crítica de Carolina del Norte            | Mejor película                                       | Manchester by the Sea                                                   | Nominada  | [ 38 ] [ 39 ] |
| Crítica de Carolina del Norte            | Mejor director                                       | Kenneth Lonergan                                                        | Nominado  | [ 38 ] [ 39 ] |
| Crítica de Carolina del Norte            | Mejor actor                                          | Casey Affleck                                                           | Ganador   | [ 38 ] [ 39 ] |
| Crítica de Carolina del Norte            | Mejor actor de reparto                               | Lucas Hedges                                                            | Nominado  | [ 38 ] [ 39 ] |
| Crítica de Carolina del Norte            | Mejor actriz de reparto                              | Michelle Williams                                                       | Nominada  | [ 38 ] [ 39 ] |
| Crítica de Carolina del Norte            | Mejor guion original                                 | Kenneth Lonergan                                                        | Nominado  | [ 38 ] [ 39 ] |
| Sociedad de Críticos de Cine en Línea    | Mejor película                                       | Manchester by the Sea                                                   | Nominada  | [ 40 ] [ 41 ] |
| Sociedad de Críticos de Cine en Línea    | Mejor director                                       | Kenneth Lonergan                                                        | Nominado  | [ 40 ] [ 41 ] |
| Sociedad de Críticos de Cine en Línea    | Mejor actor                                          | Casey Affleck                                                           | Ganador   | [ 40 ] [ 41 ] |
| Sociedad de Críticos de Cine en Línea    | Mejor actor de reparto                               | Lucas Hedges                                                            | Nominado  | [ 40 ] [ 41 ] |
| Sociedad de Críticos de Cine en Línea    | Mejor actriz de reparto                              | Michelle Williams                                                       | Nominada  | [ 40 ] [ 41 ] |
| Sociedad de Críticos de Cine en Línea    | Mejor guion original                                 | Kenneth Lonergan                                                        | Nominado  | [ 40 ] [ 41 ] |
| Crítica de Seattle                       | Mejor película                                       | Manchester by the Sea                                                   | Nominada  | [ 42 ]        |
| Crítica de Seattle                       | Mejor actor                                          | Casey Affleck                                                           | Ganador   | [ 42 ]        |
| Crítica de Seattle                       | Mejor actor de reparto                               | Lucas Hedges                                                            | Nominado  | [ 42 ]        |
| Crítica de Seattle                       | Mejor actor de reparto                               | Kyle Chandler                                                           | Nominado  | [ 42 ]        |
| Crítica de Seattle                       | Mejor actriz de reparto                              | Michelle Williams                                                       | Nominada  | [ 42 ]        |
| Crítica de Seattle                       | Mejor guion original                                 | Kenneth Lonergan                                                        | Runner-up | [ 42 ]        |
| Crítica de Seattle                       | Mejor reparto                                        | Mejor reparto                                                           | Nominada  | [ 42 ]        |
| Asociación de Críticos de Cine de Austin | Mejor película                                       | Manchester by the Sea                                                   | Nominada  | [ 43 ]        |
| Asociación de Críticos de Cine de Austin | Mejor director                                       | Kenneth Lonergan                                                        | Nominado  | [ 43 ]        |
| Asociación de Críticos de Cine de Austin | Mejor actor                                          | Casey Affleck                                                           | Ganador   | [ 43 ]        |
| Asociación de Críticos de Cine de Austin | Mejor actriz de reparto                              | Michelle Williams                                                       | Nominada  | [ 43 ]        |
| Asociación de Críticos de Cine de Austin | Mejor guion original                                 | Kenneth Lonergan                                                        | Ganador   | [ 43 ]        |
| Asociación de Críticos de Cine de Austin | Top 10 del año                                       | Manchester by the Sea                                                   | Ganadora  | [ 43 ]        |
| Gremio de Directores de Casting          | Mejor casting en un drama de estudio o independiente | Douglas Aibel, Carolyn Pickman, Henry Russell Bergstein                 | Nominados | [ 44 ]        |
| Premios Eddie                            | Mejor montaje en película dramática                  | Jennifer Lame                                                           | Nominada  | [ 45 ]        |
| Círculo de Críticos de Oklahoma          | Mejor actor                                          | Casey Affleck                                                           | Ganador   | [ 46 ]        |
| Círculo de Críticos de Oklahoma          | Mejor actriz de reparto                              | Michelle Williams                                                       | Ganadora  | [ 46 ]        |
| Círculo de Críticos de Oklahoma          | Mejor guion original                                 | Kenneth Lonergan                                                        | Ganador   | [ 46 ]        |
| Círculo de Críticos de Oklahoma          | Mejor reparto                                        | Mejor reparto                                                           | Ganadores | [ 46 ]        |
| Gremio de directores artísticos          | Mejor dirección artística en película contemporánea  | Ruth de Jong                                                            | Nominada  | [ 47 ]        |
| Festival de Capri Hollywood              | Mejor guion original                                 | Kenneth Lonergan                                                        | Ganador   | [ 48 ]        |

### Premios Cóndor de Plata
Dichos premios serán entregados por la Asociación de Cronistas Cinematográficos de la Argentina en  2018.
| Año  | Categoría                           | Candidato             | Resultado |
| ---- | ----------------------------------- | --------------------- | --------- |
| 2018 | Mejor película en lengua extranjera | Manchester by the sea | Ganador   |